# Rournatky
Rournatky (Suctoria, též Suctorida) je podtřída či řád nálevníků.

## Popis
Rournatky obvykle v dospělosti nemají brvy, zato mají chapadélka, jimiž přijímají potravu. Na kraji těchto chapadélek se nachází speciální typ extruzomů, haptocysty. Dělí se jakýmsi druhem pučení a v životním cyklu jsou přítomny životní stádia někdy označované jako larvy.